# Église Saint-Nicolas de Barnaoul
Pour les églises consacrées sous le même vocable, voir église Saint-Nicolas.
L'église Saint-Nicolas (en russe : Никольская церковь) est l'une des églises orthodoxes les plus anciennes de Barnaoul en Russie.

## Historique
L'église a été construite par Ivan Nossovitch de 1904 à 1906 sur la perspective de Moscou (aujourd’hui perspective Lénine), en tant qu’église de garnison, selon les plans de Fiodor Vierjbitski approuvés en 1901. Une soixantaine d’église de ce genre furent construites dans l’Empire russe avant 1917.
Elle est de style éclectique avec des éléments russo-byzantins et un plan basilical à une nef et construite en briques rouges avec un clocher à trois niveaux. Son portail orné s’ouvre sur la façade ouest. Elle peut accueillir de quatre cents à six cents fidèles.
L’église se situait à proximité des casernes du régiment de Barnaoul et avait donc le statut d’église de garnison ; les régiments y prononçaient leur serment de fidélité à la patrie. Des cérémonies solennelles y furent célébrées pour le centenaire de la première guerre patriotique de 1812 et pour le tricentenaire de la maison Romanov en 1913.
L’église Saint-Nicolas, comme nombre d’autres églises de la ville, est fermée dans les années 1930 à l’époque du stalinisme. Les coupoles sont détruites et le clocher rasé et l’église est transformé en club militaire, elle est ensuite utilisée comme école d’enseignement des pilotes de guerre de la région. Lorsque le patriarche Alexis II de Moscou visite l’Altaï en 1991, elle retourne au culte. Elle est en cours de restauration jusqu’aux environs de l’an 2000. On y installe une nouvelle iconostase et un clocher, tandis que l’intérieur est décoré par un artiste local du nom de Konkov. Les coupoles sont prêtes en 2006 et rehaussées de croix orthodoxes en 2007.

## Source
- (ru) Cet article est partiellement ou en totalité issu de l’article de Wikipédia en russe intitulé « Никольская церковь (Барнаул) » (voir la liste des auteurs).